# Galagonidae
- Commons
- Wikispecies

Os galagonídeos (latim científico: Galagonidae, ou Galagidae) formam uma família de primatas estrepsirrinos, cujos representantes são mamíferos pequenos e noturnos originários da África. Ao contrário da família Loridae, eles não possuem movimentos e saltos lentos e deliberados. Esta família é composta por três gêneros e 19 espécies.

## Classificação
- Família Galagidae
  - Gênero Euoticus
    - Euoticus elegantulus
    - Euoticus pallidus
      - Euoticus pallidus pallidus
      - Euoticus pallidus talboti

  - Gênero Galago
    - Galago alleni
    - Galago cameronensis
    - Galago demidoff
    - Galago gabonensis
    - Galago gallarum
    - Galago granti
    - Galago matschiei
    - Galago moholi
    - Galago nyasae
    - Galago orinus
    - Galago rondoensis
    - Galago senegalensis
      - Galago senegalensis braccatus
      - Galago senegalensis dunni
      - Galago senegalensis senegalensis
      - Galago senegalensis sotikae

    - Galago thomasi
    - Galago zanzibaricus

  - Gênero Otolemur
    - Otolemur crassicaudatus
      - Otolemur crassicaudatus crassicaudatus
      - Otolemur crassicaudatus kirkii

    - Otolemur garnettii
      - Otolemur garnettii garnettii
      - Otolemur garnettii kikuyuensis
      - Otolemur garnettii lasiotis
      - Otolemur garnettii panganiensis

    - Otolemur monteiri
      - Otolemur monteiri argentatus
      - Otolemur monteiri monteiri